# Sawgrass (Floride)
Pour les articles homonymes, voir Sawgrass.
Sawgrass est une census-designated place du comté de Saint Johns, dans l'État de Floride, aux États-Unis,. En 2020, elle compte une population de 5 385 habitants.